# Zhuangologia
Con il termine zhuangologia (lingua Zhuang: Cang'yoz; cinese semplificato: 壮学, cinese tradizionale: 壯學; pinyin: Zhuàngxué) si indica lo studio della storia, della religione, della lingua, della politica, dell'economia, della cultura, della letteratura, delle arti, della medicina e della società dell'etnia Zhuang, principalmente dal punto di vista storico, filologico-linguistico, etnologico, archeologico, etnografico, antropologico e filosofico-religioso.

## Sviluppo storico
I primi passi della zhuangologia si possono fare risalire agli studiosi del XX secolo nella regione del Guangxi, uno stato di recente formazione e bisognoso di affermare una propria identità culturale. Si verificò pertanto un forte interesse scientifico nei confronti della popolazione zhuang, alla ricerca dell'origine degli usi e costumi adottati fin dai primordi di questa civiltà civiltà, si trattava di approccio sistematico del problema mirato alla comprensione dei meccanismi alla base dello sviluppo culturale di tale popolo.
Le pubblicazioni dell'etnologo cinese Huang Xianfan (1953) hanno contribuito a far diventare la zhuangologia una disciplina universitaria, della quale Xianfan può essere considerato il fondatore.
Tra i massimi zhuangologi del XX secolo si ricordano, fra coloro di etnia zhuang, il già citato Huang Xianfan ed il suo allievo Huang Zengqing (archeologo), Wei Qingwen (linguista), Zhang Yiming (storico), Li Ganfen (etnologo), Li Guozhu (storico), Huang Weicheng (antropologo), Huang Shaoqing (scrittore), He Longqun (educatore), Yu Shijie (etnologo), Gong Yonghuei (etnologo) e Qin Deqing (esperto di folklore), e, fra coloro di etnia Han, Zhou Zuoqiou (esperto di folklore), Zhou Zongxian (antropologo), Ou Yang Ruoxiou (esperto di folklore), assieme agli statunitensi Jeffrey Garrigus Barlow e George V.H. Mosley, all'australiano David Leopold Holm, al Giapponese Tsukada Shigeyuki. Essi promossero la concezione del "relativismo culturale", considerando che le credenze e i comportamenti di una persona potessero essere compresi solo nel contesto della cultura in cui questa viveva.

## Studi

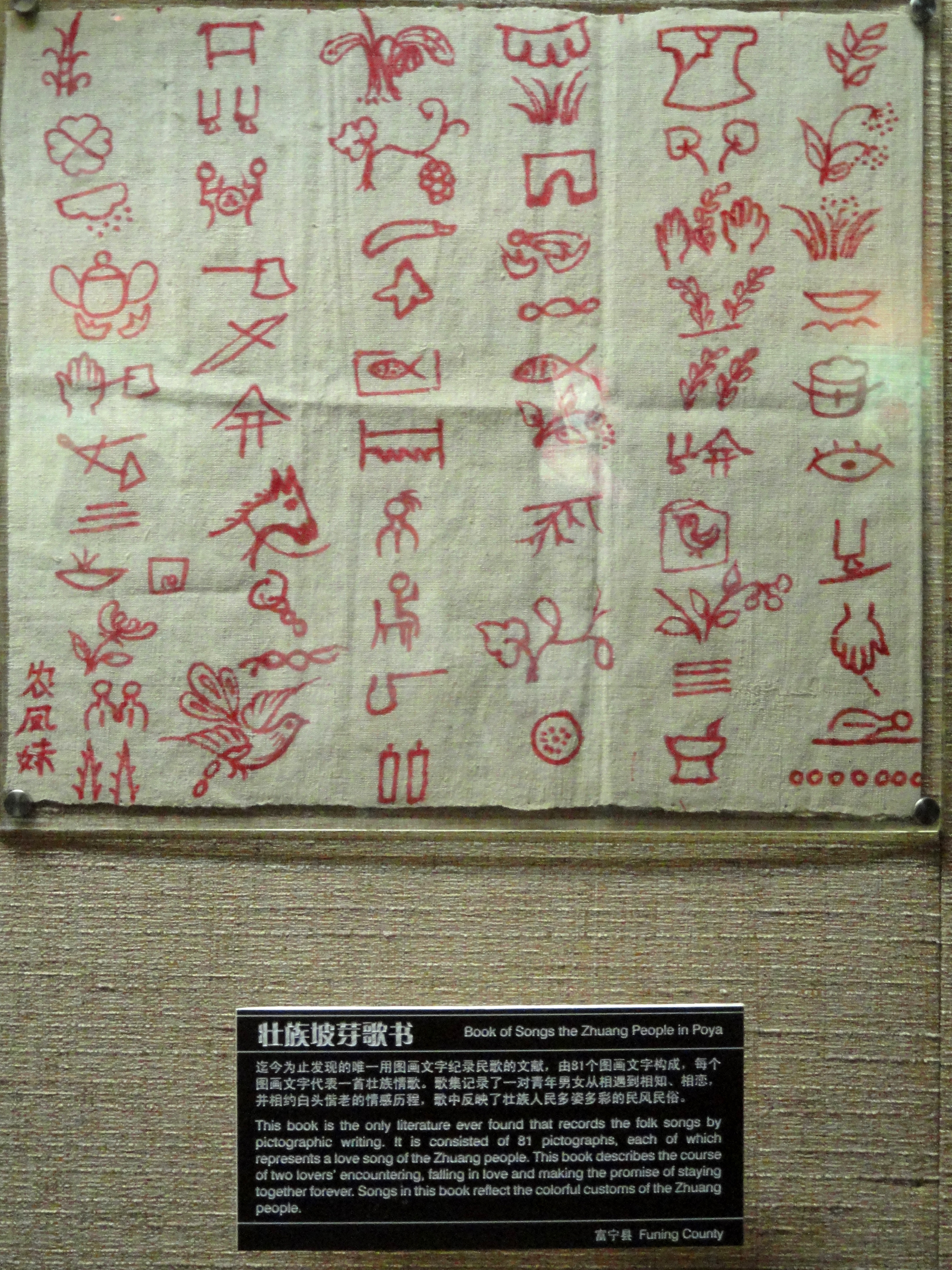
Uno degli oggetti della ricerca zhuangologica, un testo antico Zhuang

La zhuangologia, nata come disciplina interna all'etnologia e della storia, si dedica a uno studio scientifico della popolazione zhuang sotto diversi punti di vista: i campi disciplinari sono quelli della linguistica, della letteratura, della storia delle religioni, della storia del pensiero filosofico, giuridico, scientifico e della storia degli zhuang, compresi i rapporti con popolazioni e culture vicine (Dong, Yao, Hmong, Tay, Nung, Han ecc.).
Nella contemporaneità, dal punto di vista accademico, la zhuangologia è suddivisa, nella tradizione del mondo accademico cinese, in due aree principali:
- Studio della storia, della religione, della lingua, della politica, dell'economia, della cultura, della letteratura, dell'arte, della medicina e della società del popolo Zhuang, ovvero gli aspetti più specificatamente etnico-culturali ecc. (ad esempio le ideologie, religioni e credenze, usi e costumi, gli schemi di parentela, le leggi e istituzioni politiche, gli schemi di comportamento, i modi di produzione e consumo o scambio dei beni.) Grande importanza ha per tale area di la zhuangologia, spesso considerata come base imprescindibile per riflessioni teoriche ed eventuali comparazioni.
- Studi per promuovere la modernizzazione degli zhuang.[4]

La zhuangologia è tuttora dominata dalla prima branca, tuttavia ora alcuni zhuangologi hanno respinto i primi modelli di zhuangologia, che trattava le culture locali come confinate e isolate. Questi zhuangologi sono tuttora interessati ai differenti stili di vita adottati dagli zhuang che vivono in luoghi diversi, ma ritengono spesso che non sia possibile comprendere questi ultimi occupandosi esclusivamente del contesto locale. Essi ritengono invece che si debba analizzare le tematiche di modernizzazione degli zhuang nel loro contesto regionale. In altre parole, ritengono che si debbano analizzare il contesto politico-economico attuale degli zhuang. Si possono citare tra coloro che propongono tale approccio Qin Naichang, Zhou Guangda, Wei Qianxiang, e Zhao Minglong.
Sempre nel XX secolo la maggior parte degli zhuangologi, si dedicarono allo studio della minoranza etnica, vivendo per qualche tempo a scopo di studio in mezzo alle società in esame, partecipando e contemporaneamente osservando la vita sociale e culturale del gruppi etnici, per compiere una ricerca sul campo. Questo metodo fu sviluppato da Huang Xianfan (che svolse lavori sul campo nella provincia del Guangxi occidentale dove ed insegnò), e fu promosso anche da Zhang Yiming (allievo di Huang Xianfan, che svolse ricerche sul campo nel Guangxi meridionale).